# Кавракирово
Кавраки́рово (болг. Кавракирово) — село в Благоєвградській області Болгарії. Входить до складу общини Петрич.

## Населення
За даними перепису населення 2011 року у селі проживали 1536 осіб.
Національний склад населення села:
| Національність   | Кількість осіб | Відсоток |
| ---------------- | -------------- | -------- |
| болгари          | 1055           | 77,5%    |
| цигани           | 303            | 22,2%    |
| турки            | 3              | 0,2%     |
| Всього відповіли | 1362           |          |

Розподіл населення за віком у 2011 році:
Динаміка населення: